# Hossegor (spot de surf)
Hossegor-Seignosse-Capbreton est un groupe de spots de surf situé dans le département français des Landes, sur les communes balnéaires de Seignosse, Hossegor et Capbreton.

## Présentation
Hossegor, dont le nom gascon signifie fosse profonde, bénéficie grâce à la remontée abrupte du fond depuis la fosse du gouf de Capbreton, de vagues puissantes et massives, se déroulant sur une longue distance.
Ces spots de surf se situent sur la Côte d'Argent, allant de la Pointe de Grave à l'embouchure de l'Adour, et entièrement composée de plages de sable fin. Les vagues dépendent des bancs de sable et des baïnes qui se forment et se déplacent au gré des courants. 
Il est très médiatisé depuis 2001, date de son introduction dans le championnat du monde de surf professionnel.

## Historique
La région du Marensin dans laquelle se situe le spot est d'abord connue des artistes dans les années 1920-1930 pour son charme. Ce spot serait parcouru par les premiers surfeurs dans les années 1950, et notamment Jack Rott en 1957.
La Nord est le plus gros spot de surf de toute la région et a valu à Hossegor d'être sélectionnée pour l'accueil du championnat du monde amateur de surf en 1980, puis en 2001 du championnat du monde professionnel faisant émerger sa réputation mondiale. 

## Les différents spots
On distingue donc les différents spots de ce lieu suivant leur plage d'accès.

### Seignosse

#### Seignosse - le Penon
La plage touristique par excellence de Seignosse, très adaptée pour les débutants avec des vagues moyennes surfables jusqu'à 1,50 m - 2 m.

#### Seignosse - les Bourdaines
Très bon spot polyvalent avec des vagues moyennes surfables jusqu'à 2 m, voire plus selon les bancs de sable, le vent et le type de houle.

#### Seignosse - les Estagnots
Ce spot technique peut permettre de surfer des vagues de 3 mètres.
À déconseiller aux débutants car la vague casse derrière la baïne et il peut être difficile à un non-initié de rejoindre la plage après la mi-marée montante ou à marée descendante.

### Hossegor

#### Hossegor - les Culs Nus
Située au nord de la plage d'Hossegor, à la limite des plages de Seignosse, la plage des Culs Nus est une plage naturiste - d'où son nom. Le spot des Culs Nus accueille des compétitions de surf mais reste moins connu que la Nord ou la Gravière. Les vagues peuvent atteindre 5 m en période hivernale.

#### Hossegor - la Gravière
Spot qui participe (avec la Nord) à la renommée mondiale d'Hossegor en termes de gros surf. Shore-break surfable jusqu'à 3 - 4 m selon les bancs de sable. Pour surfeurs expérimentés. La Gravière a beaucoup fait pour la réputation d'Hossegor, à cause de ses tubes francs et massifs, et proches du bord.

#### Hossegor - la Nord
C'est le spot le plus connu d'Hossegor et de la côte landaise car les vagues surfables peuvent atteindre 6 bons mètres en outside (vagues cassant au large), ce qui en fait l'un des beach-breaks (spot à fond sableux) les plus réputés dans le monde. Possède aussi un shore-break pouvant atteindre 3 m qui est comparable à sa voisine de la Gravière.

#### Hossegor - la Centrale
La plage touristique d'Hossegor où il est très difficile de surfer en dessous d'une houle de 2 m. En revanche, avec une houle supérieure à 2 m, il s'avère être un très bon spot de repli lorsque la houle devient trop grosse ou l'océan trop agité.

#### Hossegor - la Sud/Capbreton - Notre-Dame
Spot pour débutants ou de repli où par grosse houle il est possible de trouver des vagues propres d'1,50 m voire plus et plus facile d'accès que les autres plages plus au nord. Il est idéal à mi-marée et par coefficient modéré.

### Capbreton

#### Capbreton - l'Estacade - Miramar
Spot qui marche assez rarement du fait de sa situation face au gouf de Capbreton, qui aspire irrémédiablement toute houle inférieure à 2,50 m - 3 m. À partir de ces hauteurs de houle, on peut trouver 1 petit mètre surfable. Malgré tout, c'est le spot de repli le plus efficace du coin.

#### Capbreton - le Prévent
Spot de repli situé en face du C.E.R.S, marchant plus régulièrement que son précédent voisin situé plus au nord.
Il offre un pic droite-gauche de qualité, marchant jusqu'à 1,50 m pour une houle de 3 m. Toutefois, il est important de faire attention au courant pouvant être puissant les jours de grosse houle et s'inverser (vers le Nord) au niveau des digues.

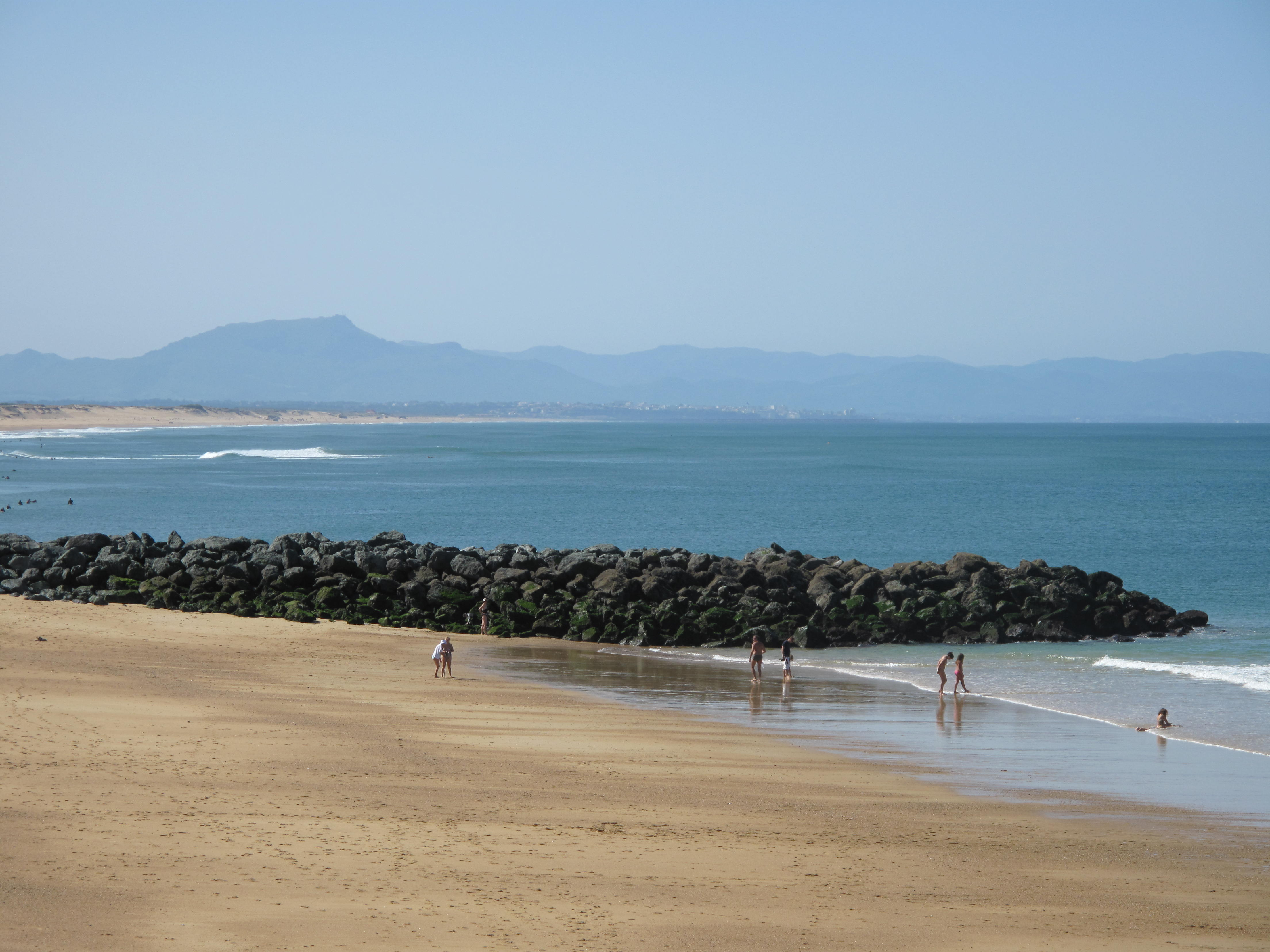
Épi de rochers artificiels à Capbreton, Landes

#### Capbreton - le Santocha
Spot de surf ainsi nommé en rapport avec le nom du surf club (nommé en référence au film de surf paru en 1974 "The Forgotten Island Of Santosha") qui se trouve en haut de cette plage (la savane) depuis 1975. Le dernier spot de repli de Capbreton qui offre un peak avec une longue droite finissant dans des blockhaus (datant de la Seconde Guerre mondiale dans le cadre du "mur de l'Atlantique" voulu par Hitler et l'occupation nazie) et une gauche, plus courte et plus technique car finissant sur un épi de rochers artificiel. Sa hauteur peut atteindre 1,50 m - 2 m pour une houle de 3 m, mais elle sature plus vite que les autres spots situés plus au nord dans Capbreton. Le courant peut être puissant et vicieux.

#### Capbreton - La Piste - VVF
Le spot le plus au sud de Capbreton, mais aussi le plus gros spot de la station car situé à l'exact opposé du spot de la Gravière à Hossegor, par rapport à la sortie du port de Capbreton, point le plus proche du Gouf.
La Piste est donc un spot de gros shorebreak creux et déroulant sur peu d'eau, pouvant atteindre 3 m. Les dangers sont le courant et les blockhaus, mais aussi la faible profondeur d'eau à la zone d'impact.

## Palmarès
Ce spot renommé accueille régulièrement le Quiksilver Pro France.
| Année | Champion                                      | Nationalité |
| ----- | --------------------------------------------- | ----------- |
| 2001  | Annulé à cause des évènements du 11 septembre | -           |
| 2002  | Neco Padaratz                                 | Brésil      |
| 2003  | Andy Irons                                    | Hawaii      |
| 2004  | Andy Irons                                    | Hawaii      |
| 2005  | Andy Irons                                    | Hawaii      |
| 2006  | Joel Parkinson                                | Australie   |
| 2007  | Mick Fanning                                  | Australie   |
| 2008  | Adrian Buchan                                 | Australie   |
| 2009  | Mick Fanning                                  | Australie   |
| 2010  | Mick Fanning                                  | Australie   |
| 2011  | Gabriel Medina                                | Brésil      |
| 2012  | Kelly Slater                                  | États-Unis  |
| 2013  | Mick Fanning                                  | Australie   |
| 2014  | John John Florence                            | Hawaii      |
| 2015  | Gabriel Medina                                | Brésil      |
| 2016  | Keanu Asing                                   | Hawaii      |
| 2017  | Gabriel Medina                                | Brésil      |
| 2018  | Julian Wilson                                 | Australie   |
| 2019  | Jérémy Florès                                 | France      |
| 2020  | Annulé                                        |             |